# 美利安洋品店
22°59′40″N 120°12′19″E / 22.994526°N 120.205173°E美利安洋品店為成立於日治時期台南市的一家百貨商行，位於本町二丁目。此建築約興建於1940年代，在戰後幾經轉手，亦曾作為美軍俱樂部，現在為B.B ART藝廊。

## 介紹
美利安洋品店由蔡明達創立於1920年代，經營和洋雜貨販賣生意，其店址曾在台南市本町遷移過數次，後來於1940年代在本町二丁目（今 民權路）興建了三層樓的街屋，為台南的第二間百貨公司（第一間為林百貨）。其建築立面設計簡潔，且三樓呈不對稱的形式，山牆西側有「美」字的商標裝飾。戰後，美利安洋品店在1950年代搬至中正路，而建築物幾經轉手，三樓曾作為駐臺美軍的俱樂部，三樓木地板有當時漆上的美國空軍軍徽。之後在此曾有過證券行、旅行社和家具店；在2011年，此處被改造為B.B ART藝廊。